# Vasculită

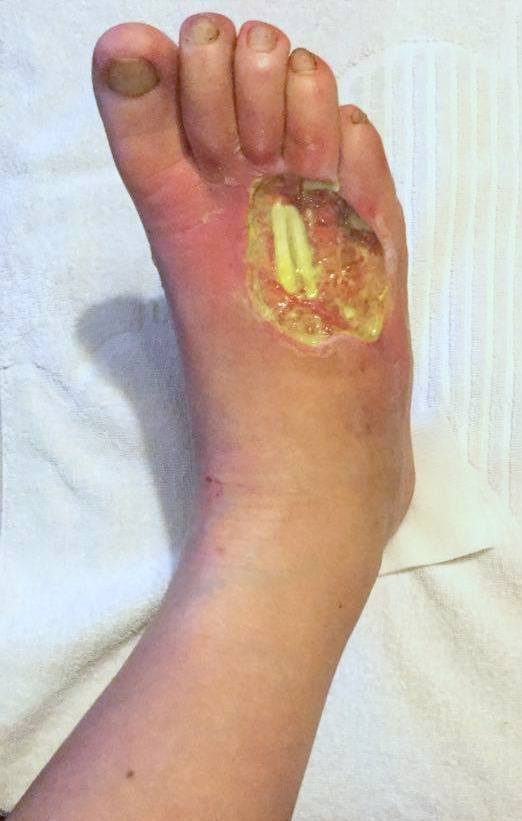
Plagă profundă, la bolnav diagnosticat cu vasculită necrotizantă, cu anticorpi anticardiolipină şi antiADN dublu catenari intens pozitivi

Vasculita este  o boală inflamatorie, care distruge vasele de sânge. Boala poate afecta orice vas de sânge din organism, indiferent de felul acestuia, calibru sau localizare, putând cuprinde orice organ, inclusiv sistemul nervos central și periferic. Sunt afectate atât arterele, cât și venele. Limfangita este considerată și ea un tip de vasculită. Vasculita este cauzată mai ales de migrarea leucocitelor și distrugerile pe care le provoacă.
Deși ambele apar în cadrul vasculitei, inflamațiile venelor (flebitele) sau arterelor (arterite) sunt afecțiuni distincte.

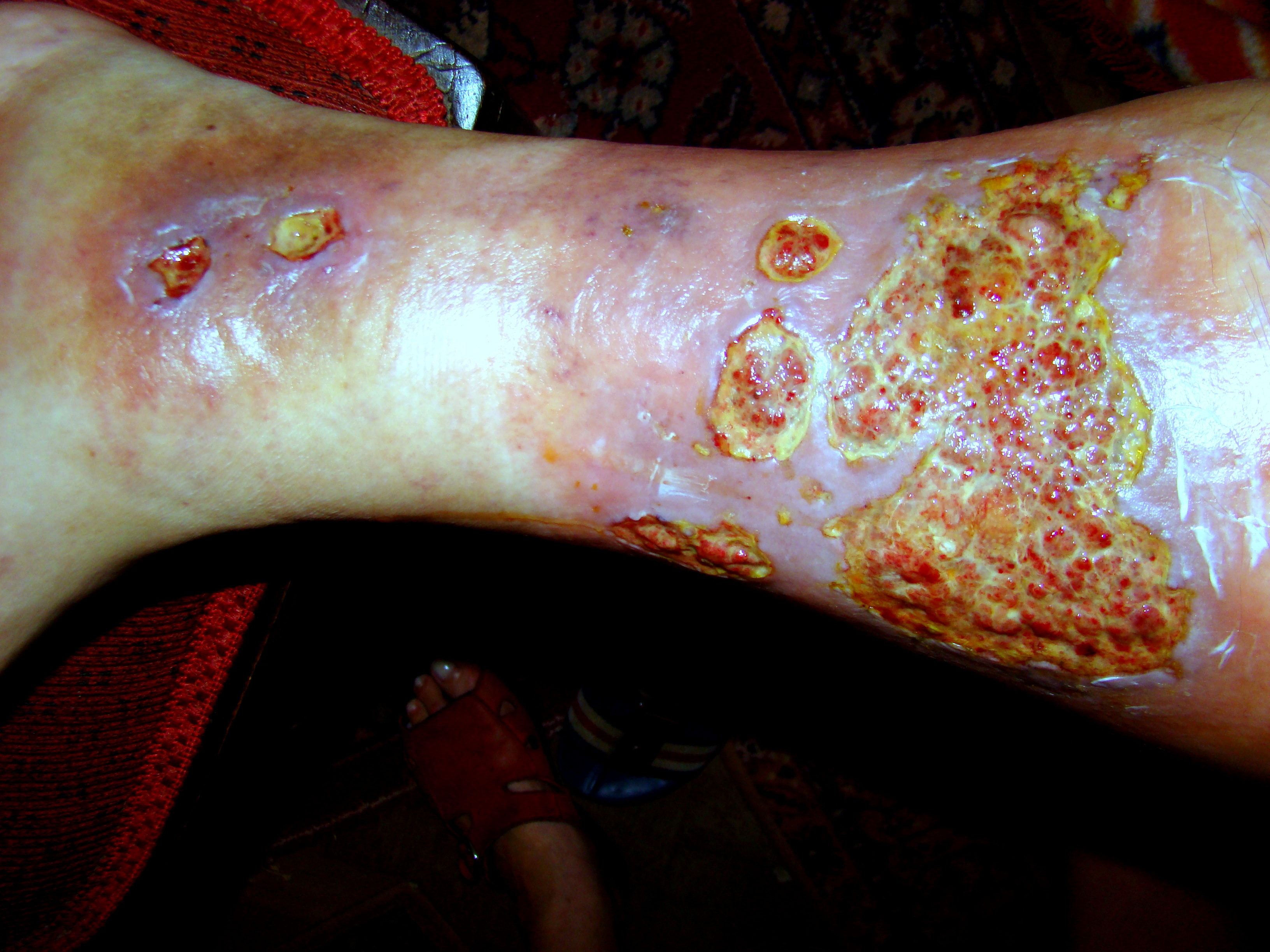
Ulcere de gambă extinse la un pacient cu vasculită leucocitoclazică și sindrom antisfosfolipidic

## Semne și simptome
Posibilele simptome includ:
- Simptome generale: Febră, pierdere în greutate
- Piele: purpură, livedo reticularis
- Mușchi și articulații: mialgie sau miozită, artralgie sau artrită
- Sistemul nervos: neuropatie periferică, dureri de cap, accident vascular cerebral, acufene, diminuarea drastică a capacității vizuale
- Inimă și artere: infarct miocardic, hipertensiune, cangrenă
- Căile respiratorii: sângerări nazale, hemoptizia (expectorația cu sânge), infiltrant pulmonar
- Tractul gastrointestinal: dureri abdominale, scaune cu sânge, perforații
- Rinichi: glomerulonefrită

### Clasificare
Vasculitele pot fi clasificate în funcție de cauză, localizare, tipul sau mărimea vaselor de sânge afectate. 
- Cauza generatoare. De exemplu, cauza  aortitei sifilitice este infecțioasă, aortită se referă pur și simplu la inflamarea aortei, care face parte din grupul arterelor. Totuși, cauza multor forme de vasculită este slab înțeleasă.Există de obicei o componentă imună, dar cauza care declanșează boala este de multe ori necunoscută. În aceste situații, anticorpii descoperiți sunt folosiți uneori ca și criteriu de clasificare (ex.vasculite asociate cu prezența anticorpilor antinucleari ANCA).
- Localizarea vaselor afectate. De exemplu OMS le împarte în vasculite care se limitează la piele (vasculite cutanate pe vasele mici) și vasculopatii necrotizante (vasculite sistemice necrotizante) care afectează sistemul musculoscheletic și țesuturile învecinate. Arteritele/flebitele de sine stătătoare sunt considerate boli circulatorii.
- Tipul sau mărimea vaselor de sânge afectate predominant.[4] În afară de distincția făcută mai sus între arterite/flebite, vasculitele sunt clasificate în funcție de calibrul vaselor de sânge.

După mărimea vaselor afectate vasculitele pot fi clasificate  în:
- Vasculite ce afectează vasele mari: polimialgia reumatică, arterita Takayasu, arterita temporală
- Vasculite ce afectează vasele medii: tromboangeită obliterantă, vasculită cutanată, Boala Kawasaki, poliarterita nodoasă
- Vasculite ce afectează vasele mici: Sindrom Behcet, granulomatoză eozinofilică cu poliangeită, vasculită cutanată, purpură Henoch–Schönlein, poliangeită microscopică, granulomatoză cu poliangeită, vasculita golferului, crioglobulinemie.

## Tratament
Tratamentele sunt direcționate spre stoparea  inflamației și suprimarea răspunsului imun. De obicei sunt folosiți corticosteroizi cum sunt prednisonul și metilprednisolonul. Lor li se adaugă alte medicamente imunosupresoare, cum este ciclofosfamida. În cazul unei infecții sunt prescriși agenți antimicrobieni, cum este cephalexin. Organele afectate (cum sunt inima sau plămânii) pot necesita tratament medical specific pentru a le îmbunătăți funcționarea în timpul fazei acute a bolii.